# 東京電機大学中学校・高等学校
東京電機大学中学校・高等学校（とうきょうでんきだいがくちゅうがっこう・こうとうがっこう）は、東京都小金井市梶野町四丁目にある私立中学校および高等学校である。
かつては高等学校においては工業科を併設していたが、現在は普通科のみである。東京電機大学の系列校。高等学校の略称は「電高（でんこう）」、中学校の略称は「電中（でんちゅう）」。

## 概要
東京電機大学中学校・高等学校は校訓に「人間らしく生きる」を掲げている。この校訓の意味するところは、自分自身を誰からも支配されることなく、自分の意思で生き方を選択し、判断し、決断することである。
また、「未来のイノベーター」を育てるべく教育活動に取り組み、次の5つの力を重視している。
- 物事を多角的な視点によって捉えるとともに、自己を客観的に分析しその価値を見いだす「視野の広さ」
- リスクを恐れず一歩踏み出す勇気をもって、積極的に物事にチャレンジしようとする「冒険心」
- 自己の適性を見定め、その分野についての知識・技能を自ら習得し深化させようとする「専門性」
- 他者への理解を深め互いに認め合い、個々のもっている能力を積極的に生かそうとする「共感力」
- さらなる成長を目指して、自ら目標を設定し、その達成のために粘り強く努力しようとする「向上心」

なお厳密にはそれぞれ東京電機大学中学校と東京電機大学高等学校の２校からなり、校章・制服もそれぞれ別であるため、近年の状況では入学式では２校の校旗が掲揚されており、卒業式は両校別々に行われている。
また校門の門標でもそれぞれ２校の名称が併記されたものになっており、校門脇に設置されている同学校法人の学科・学部一覧の看板にも両校それぞれ別に記述されている。
公式ホームページ上では2013年頃までは中学校高等学校それぞれ別々の紹介があったが、現在では東京電機大学中学校・高等学校とまとめた形で掲載されている。

## 沿革
- 1907年9月 - 私立電機学校を創立。
- 1939年4月 - 東京電機工業学校設置。
- 1944年4月 - 東京電機工業学校を電機第一工業学校と改称、電機第二工業学校設置。
- 1948年4月 - 第一・第二工業学校を統合して電機学園高等学校を設置。場所は千代田区神田錦町。
- 1956年2月 - 電機学園高等学校を東京電機大学高等学校と改称。
- 1965年3月 - 千代田区神田錦町から文京区後楽に移転。
- 1992年4月 - 文京区後楽から小金井市に移転。
- 1996年4月 - 中学校が開校。東京電機大学中学校・高等学校となる。
- 1999年4月 - 中学校、高等学校ともに男女共学となる[6]。
- 2001年4月 - 工業に関する学科を廃止[7]。

## 教育課程
中高一貫生は習熟度別クラス編成を取り入れており、中学3年以降は「基礎力充実クラス」に加えて学力で選抜する「応用力養成クラス」が原則1クラス編成される。両クラスとも高校2年生まではクラス替えが行われるが、高校3年生に上がる際には基本的に実施されない。
高校2年から理系と文系のコース選択を行い、3年生は午後の履修授業を本人の希望に合わせて10単位まで履修できる。東京電機大学への内部進学希望者は、高校2年次に理系コースを選択し、一定の成績基準を満たすことで大学へ推薦される。また、内部進学の権利を保持したまま国公立大学を併願受験することも可能である。
東京電機大学中学校では3年時に各自がテーマを決めて研究し、卒業論文を執筆する。

## 年間行事
4月
- 入学式[8]
- 高校生活スタートセミナー(高1) - 2泊3日、伊香保・水上・富岡にて「良好な人間関係を築く」、「高校生として高い意識を持つ」の２つの目的をテーマに講義・グループワーク・プレゼンテーションを行う[9]。

5月
- 遠足(中学) - 中学１年生と３年生が合同で御岳山、中学2年生は高尾山を登る[10][11]。

7月
- 東北スタディツアー(中2～高2希望者)
- 宮城県や福島県を訪問し、東日本大震災の被災地などを訪問する。
- 文化講演会(高校)
- 富士山林間学校(中1)

8月
- ブリティッシュヒルズ英語研修(中3～高2希望者)
- カンボジアボランティアツアー(高1・高2希望者)
- 海外英語研修ホームステイプログラム(中3～高2希望者) - アメリカのシアトルにて約3週間、ホストファミリーのもとで宿泊し、午前中は現地のカレッジで学ぶ。

9月
- 武蔵野祭 - 小石川に校舎が移転した際には「電高祭」と呼ばれていた[12]が、校舎移転後に「武蔵野祭」と名付けられた。

10月
- 東京グローバルゲートウェイ英語学習(中3)

11月
- 芸術鑑賞会(中学) - 3年間にわたり音楽・演劇・美術を鑑賞する。

12月
- 球技大会

1月
- カナダ短期留学 (高 1希望者)

3月
- 奈良・京都修学旅行(中2)
- 西九州修学旅行(高2)
- 強歩大会(中学)
- 合唱祭(高1・高2)
- ボランティア活動
- 裁判傍聴
- 卒業論文発表会(中3)

## 施設・設備
本校ホームページの施設紹介にも主な設備が掲載されている。
- 校舎 - 本校の教室がある教育棟である。建設当初は7階建ての案が挙がっていたが、小金井市からの高さ制限の要望により、延床面積17500㎡の4階建て、かつ正門側から見ると正面が三角形型に突出したシンボリックな形状の校舎が建設された[14]。小ホール(座席数264席)や和室、実験室、音楽室、図書室(蔵書数約6万冊)等も含まれる。屋上には25mプールが設置されている。カフェテリアでは学食販売も行っている。
- グラウンド - サッカー1面分の広さ。2018年より人工芝に改装された。
- 体育館 - 1階はバスケットボールコート２面分の広さのアリーナとなっており、地下にはサブアリーナ、柔道場、トレーニングルームの設備がある。
- 部室棟
- テニスコート - オムニコート3面が設置されている。

## 部活動

### 高等学校
運動部
- 陸上競技部
- バスケットボール部（男子・女子）
- バレーボール部（男子・女子）
- ソフトテニス部
- 卓球部
- サッカー部
- 野球（硬式）部
- ゴルフ部
- ラグビー部
- バドミントン部
- 柔道部
- 剣道部
- 男子テニス部
- 女子硬式テニス部
- 少林寺拳法部
- 女子ソフトボール部
- 水泳同好会
- ダンス同好会

文化部
- 鉄道研究部
- 科学部
- 歴史研究部
- コンピュータ部
- 写真部
- 吹奏楽部
- 放送部
- 無線部
- 物理同好会
- シネマ同好会
- 漫画美術研究同好会
- バンド愛好会
- 茶道愛好会

### 中学校
運動部
- バスケットボール部
- バレーボール部（男・女）
- ソフトテニス部
- 卓球部
- サッカー部
- 野球（軟式）部
- ゴルフ部
- ラグビー部
- バドミントン部
- 柔道部
- 剣道部
- 硬式テニス部
- オリジナルダンス部
- 水泳同好会

文化部
- 鉄道研究部
- 科学部
- 歴史研究部
- コンピュータ部
- 写真部
- 吹奏楽部
- 放送部
- 無線部
- 物理同好会
- シネマ同好会
- 漫画美術研究同好会
- 茶道愛好会

## 校歌
校歌は3回変更されたが、いずれも著名な作詞家・作曲家に制作を依頼している。2001年3月に歴代の校歌を集めたCD（非売品）が制作された。歌は菅原洋一が歌っている。
- 初代校歌（1952年7月制定） 作詞：土岐善麿/作曲：信時潔
- 2代目校歌「風よ光よ」（1992年4月-2001年3月） 作詞：宗左近/作曲：中田喜直

小金井校舎への移転を機に作られた。宗左近の作詞で独特な歌詞が注目を集め、伊集院光の深夜ラジオ番組でも取り上げられた。あまりにも独特の歌詞であったため、生徒はおろか教員までもがこの校歌を歌うのを躊躇したが、著名な詩人に作詞を依頼してしまったために断ることができず、そのまま校歌とした。男女共学化を理由に現在の校歌へと変更される。
- 3代目（現）校歌 作詞：阿部正路/作曲：松下耕

## 交通
- 東日本旅客鉄道（JR東日本）中央本線 東小金井駅北口下車 徒歩5分。
- 関東バス 鷹33系統： 「梶野町」下車 徒歩8分。

## 著名な出身者・関係者

### 卒業生
- 矢追純一 - UFO研究家
- 春風亭小朝 - 落語家
- 笠原昌春 - プロ野球セ・リーグ審判員
- 飯島勲 - 元・首相秘書官
- 伊藤豪 - 俳優
- 堤大二郎 - 俳優
- 織田あきら - 俳優
- 蟹江栄司 - 声優
- 及川拓馬 - 将棋棋士
- 内藤寛 - プログラマー
- 鈴木慎之介 - エンジニア/デザイナー
- 野上健 - 小説家
- 星野ロミ - 漫画村開設者
- 滝田ゆう - 漫画家、エッセイスト(中退後に他校へ入学)[15]
- 西谷亮 - ゲームクリエイター
- 小美濃安弘 - 東京都武蔵野市長
- 高橋利光 - ミュージシャン、編曲家、レコーディングディレクター（クレイジーケンバンド）
- 橘俊宏 - 湘南工科大学准教授、博士
- 廣瀬淳一 - 高知大学教授
- 山中勇成 - ABEMA最高技術責任者[16]

### 教員
- ミンキー・ヤス - ラジオパーソナリティ・タレント
- 林田孝和 - 国文学者、國學院大學栃木短期大学教授
- 茂木雅博 - 考古学者、茨城大学名誉教授、元土浦市立博物館館長
- 池田巧 - 一般社団法人アントレ教員ラボ代表理事